# فيكرز فايكنغ
فيكرز فايكنغ  (بالإنجليزية: Vickers Viking)‏ هي طائرة برمائية ذات محرك واحد صممت للاستخدام العسكري بعد وقت قصير من نهاية الحرب العالمية الأولى. أنتجت في 1919 ببريطانيا. من صناعة فيكرز. كان أول طيران لها في 1919. صنع منها 31 طائرة.